# Васил Спасов
Васил Спасов (буг. Васил Спасов; рођ. 17. фебруара 1971, Варна) је бугарски шаховски велемајстор.
Спасов је 1989. године у Туњи, Колумбија освојио титулу светскоког омладинског првака у категорији до 20 година.
Четвороструки је првак Бугарске 1990, 1997, 2000, 2003. и 2008. године.
За репрезентацију Бугарске је дебитовао на Шаховској олимпијади у Новом Саду 1990. године Учествовао је на осам шахоских олимпијада и из 85 одиграних партија постигао је 27 победа, 44 ремија и 14 пораза освојивши за репрезентацију 49 поена.
ФИДЕ рејтинг 1. јануара 2008. године износи 2579 поена.

## Учешће на шаховским олимпијадама
| Година | Место    | титула | рејтинг | играо | добио | нерешио | изгубио | поена | Пласман (репрезентације) | табла   |
| 1990   | Нови Сад | ИМ     | 2518    | 13    | 6     | 6       | 1       | 9     | 14                       | трећа   |
| 1992   | Манила   | ГМ     | 2550    | 10    | 2     | 5       | 3       | 4,5   | 19                       | друга   |
| 1994   | Москва   | ГМ     | 2525    | 10    | 2     | 6       | 2       | 5     | 5                        | трећа   |
| 1996   | Јереван  | ГМ     | 2575    | 13    | 5     | 7       | 1       | 8,5   | 9                        | трећа   |
| 1998   | Елиста   | ГМ     | 2595    | 9     | 1     | 7       | 1       | 4,5   | 17                       | трећа   |
| 2002   | Блед     | ГМ     | 2591    | 12    | 3     | 6       | 3       | 6     | 27                       | прва    |
| 2004   | Калвија  | ГМ     | 2534    | 9     | 3     | 5       | 1       | 5,5   | 9                        | четврта |
| 2006   | Торино   | ГМ     | 2578    | 9     | 1     | 7       | 1       | 4,5   | 9                        | четврта |